# Макухівка
Маку́хівка —  село в Україні, у Полтавській міській громаді Полтавського району Полтавської області. Населення становить 813 осіб. До 2020 орган місцевого самоврядування — Ковалівська сільська рада.

## Географія
Село Макухівка знаходиться на лівому березі річки Коломак. Вище за течією річки до нього примикає село Андрушки.
На протилежному березі річки — Локомотивне депо Полтава і околиці Полтави — селища Лісок і Новобудова. У 3-х км південніше села проходить автострада Київ — Полтава — Харків (автомобільний шлях E40М03).

## Історія і археологія

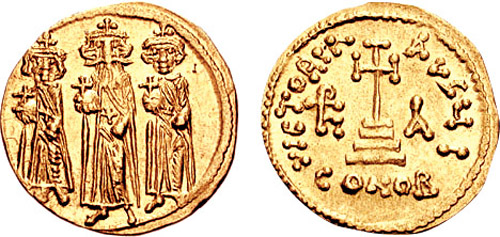
Візантійський солід Іраклія з Макухівського скарбу

Поблизу Макухівки знайдено стоянку первісної людини епохи мезоліту (IX — VI тисячоліття до н. е.), але найбільшою кількістю пам'яток представлені тут старожитності доби неоліту (V — III тисячоліття до н. е.): біля Макухівки та в урочищі Біла Гора відкрито цілу групу стоянок людини пізньої кам'яної доби.
Більш відоме поселення культури неоліту ямково-гребінцевої кераміки на Білій Горі — воно займало понад 0,5 гектара на краю мису високого піщаного берега Коломаку. На поверхні видувів археологами тут зібрані численні крем'яні вироби: скребла, різці, ножі, свердла, проколки, сокирки, крем'яні заготовки для їх виробництва — нуклеуси, пластини та відщепи, уламки ліпної кераміки, помережаної ямковим та накольчастим візерунком, уламки кам'яного посуду тощо, що свідчить про існування порівняно довготривалого поселення. Рештки таких же пам'яток виявлені і на південній околиці села, на місці колишнього хутора Триби та на Червоній Горі.
На надзаплавних мисах біля села виявлені також недовготривалі поселення та стійбища індо-арійських племен ямної культури (доба ранньої бронзи, XXII — XIX століття до н. е.). Селище зрубної культури знайдене на Білій Горі, а фінальна бронзова доба представлена залишками селища і могильника бондарихинської культури (XII — IX ст. до н. е.).
В Макухівці і на Білій Горі виявлені києво-руські неукріплені поселення XII століття. Життя на майданчику городища продовжувалося щонайменше до XIII — XIV століть, що підтверджується численними знахідками. Так, біля Макухівки була знайдена стулка бронзового масивного хреста-енколпіона. Імовірно остаточно поселення було знищене 1399 року, коли у пониззі Ворскли відбулася битва військ великого князя литовського Вітовта із золотоординцями хана Тимур-Кутлука.
В «Працях полтавської вченої архівної комісії» Іван Зарецький згадував, що «у 1882 році в селі Макухівка на річці Коломак на дюнних пісках пастух знайшов скарб золотих речей, у якому серед іншого був візантійський солід Іраклія, Іраклія Костянтина і Іракліона».
12 червня 2020 року, відповідно до розпорядження Кабінету Міністрів України № 721-р «Про визначення адміністративних центрів та затвердження територій територіальних громад Полтавської області», село увійшло до складу Полтавської міської громади.
19 липня 2020 року, в результаті адміністративно - територіальної реформи та ліквідації Полтавського району (1925—2020), село увійшло до складу новоутвореного Полтавського району.

## Масові поховання
В 1930-х роках, у період сталінських репресій, у розробленому піщаному кар'єрі в урочищі поблизу хутора Триби, розташованому близько 1 км на південь від Макухівки (49°34′47″ пн. ш. 34°37′54.81″ сх. д. / 49.57972° пн. ш. 34.6318917° сх. д.) органами НКВС здійснювалися масові поховання розстріляних. Жертвами режиму були заможні полтавці, військовослужбовці, священики й представники інтелігенції, яких безпідставно звинуватили у шпигунстві, зв'язках із закордонною розвідкою тощо. Точна кількість похованих під Макухівкою невідома. У 1970-х — 1980-х роках поховання піддалися масовому розграбуванню мародерами.
14 квітня 1990 року було проведене перепоховання останків жертв репресій в братській могилі поряд з автотрасою Київ—Полтава—Харків, близько 1,15 км в напрямку Харкова від села Копили. За оціночними даними в Трибах перепоховано близько 200 закатованих. У 1995 році на місці перепоховання репресованих встановлено пам'ятний знак.
18 вересня 1941 року, перед самим приходом німецьких окупантів у Полтаву, у районі між Копилами і Макухівкою зупинився на ночівлю циганський табір, який втікаючи від німців прямував до Харкова. Наступної доби німецьке командування відправило на трасу Київ—Полтава—Харків кілька автомашин з карателями. Усі хто був у таборі — майже тисяча осіб — були розстріляні. Врятувалася тільки одна жінка, яка перед цим пішла в село і повертаючись почула постріли.

## Промисловість, екологія
Менш ніж за кілометр від Макухівки розташоване полтавське міське сміттєзвалище. Основний масив Полтавського полігону ТПВ розташований на відстані 300 метрів від населеного пункту. Площа полігону становить близько 16,9 га, а об'єм відходів становить понад 5 млн тонн сміття. За більше ніж 56 років експлуатації полігону кар'єр був повністю заповнений, його кромки піднялись на абсолютні відмітки більше 100 метрів.
Масив звалища з металами та органічними речовинами за годину створює 30 м3 фільтрату, який негативно впливає на підземні водоносні горизонти та питну воду. Озеро фільтрату шкодить природному ландшафту, гризуни, шум від транспортних засобів, пильові продукти руйнують екологію Макухівки.
Макухівці, які потерпають від екологічної загрози, понад п'ять років вимагають закриття полігону. Практичне використання сучасних технологій переробки сміття не тільки б вирішило екологічні проблеми Макухівки і Полтави в цілому, але й забезпечило б комунальні підприємства міста дешевою електроенергією.

## Галерея

Пам'ятник жертвам політичних репресій в урочищі Триби
Вулиці села
Пам'ятник землякам, полеглим в роки Другої світової війни